# Дементьево (Нерехтский район)
Дементьево — деревня в Нерехтском районе Костромской области. Входит в состав Волжского сельского поселения.

## География
Находится в юго-западной части Костромской области на расстоянии приблизительно 30 км на восток по прямой от районного центра города Нерехта в 4 км на запад от города Волгореченск.

## История
Известно с 1872 года, когда здесь было учтено 23 двора, в 1907 году отмечен был 31 двор.

## Население
Постоянное население составляло 132 человека (1872 год), 144 (1897), 176 (1907), 5 в 2002 году (русские 100 %), 1 в 2022.